# Grainville-sur-Odon
Pour les articles homonymes, voir Grainville (homonymie).
Grainville-sur-Odon  est une commune française, située dans le département du Calvados en région Normandie, peuplée de 1 078 habitants.
Le gentilé est Grainvillais.

## Géographie

### Localisation
La commune est située à 13 km de Caen.
| Tessel                                                 | Cheux               | Mondrainville |
| Noyers-Bocage (sur quelques dizaines de mètres), Missy | Grainville-sur-Odon | Mondrainville |
| Missy                                                  | Missy, Gavrus       | Gavrus        |

### Hydrographie
La commune est située dans le bassin Seine-Normandie. Elle est drainée par l'Odon, le ruisseau de Sabley et  et un autre petit cours d'eau,.
L'Odon, d'une longueur de 47 km, prend sa source dans la commune des Monts d'Aunay et se jette  dans l'Orne à Fleury-sur-Orne, après avoir traversé 20 communes. 

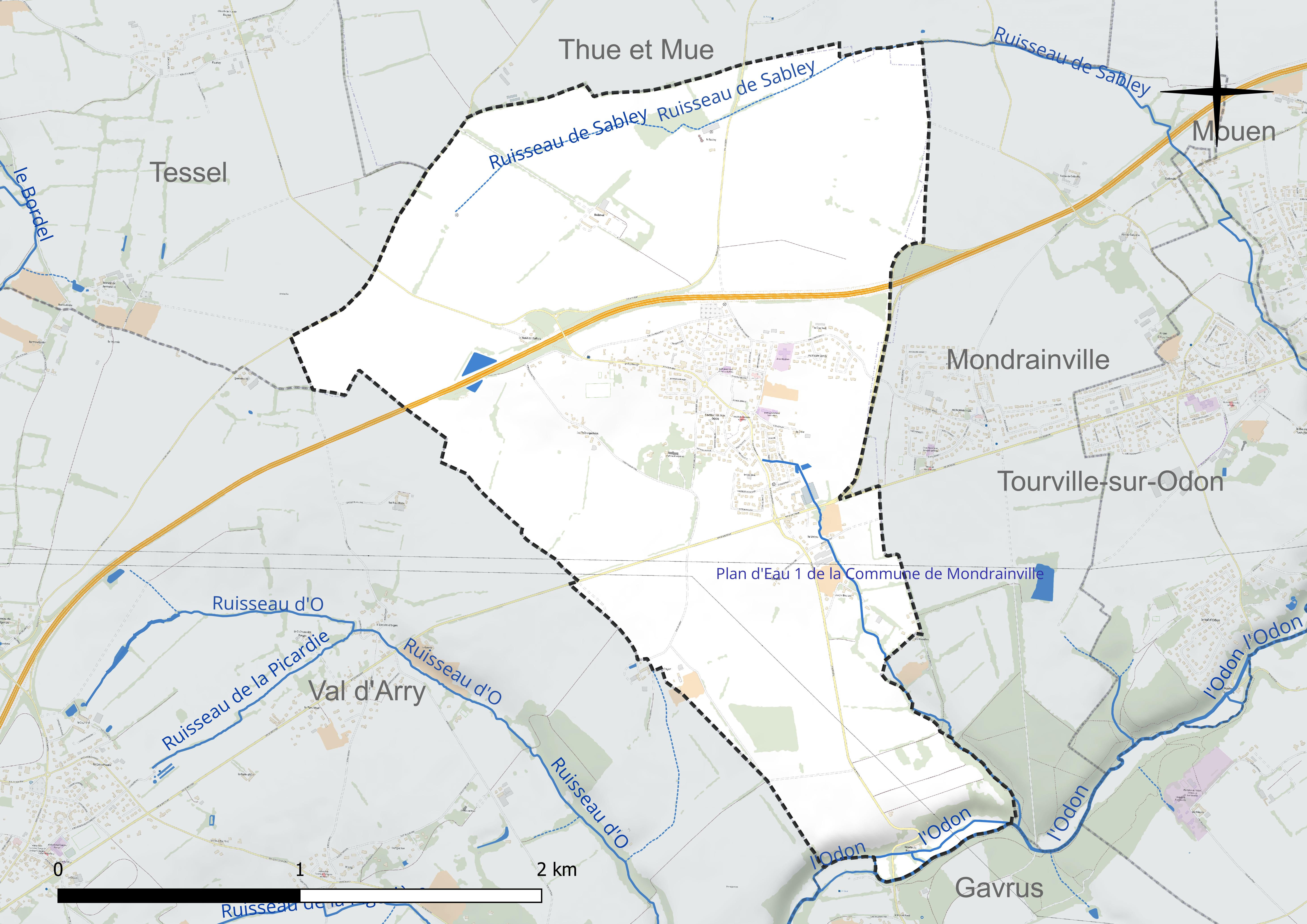
Réseau hydrographique de Grainville-sur-Odon.

### Climat
Pour des articles plus généraux, voir Climat de la Normandie et Climat du Calvados.
En 2010, le climat de la commune est de type climat océanique altéré, selon une étude du CNRS s'appuyant sur une série de données couvrant la période 1971-2000. En 2020, Météo-France publie une typologie des climats de la France métropolitaine dans laquelle la commune est exposée à un climat océanique et est dans la région climatique Normandie (Cotentin, Orne), caractérisée par une pluviométrie relativement élevée (850 mm/a) et un été frais (15,5 °C) et venté. Parallèlement le GIEC normand, un groupe régional d'experts sur le climat, différencie quant à lui, dans une étude de 2020, trois grands types de climats pour la région Normandie, nuancés à une échelle plus fine par les facteurs géographiques locaux. La commune est, selon ce zonage, exposée à un « climat des plateaux abrités », correspondant à la plaine agricole de Caen à Falaise, sous le vent des collines de Normandie et proche de la mer, se caractérisant par une pluviométrie et des contraintes thermiques modérées.
Pour la période 1971-2000, la température annuelle moyenne est de 10,5 °C, avec  une amplitude thermique annuelle de 12 °C. Le cumul annuel moyen de précipitations est de 781 mm, avec 12,1 jours de précipitations en janvier et 7,5 jours en juillet. Pour la période 1991-2020, la température moyenne annuelle observée sur la station météorologique la plus proche, située sur la commune de Carpiquet à 8 km à vol d'oiseau, est de 11,5 °C et le cumul annuel moyen de précipitations est de 740,3 mm,. Pour l'avenir, les paramètres climatiques de la commune estimés pour 2050 selon différents scénarios d'émission de gaz à effet de serre sont consultables sur un site dédié publié par Météo-France en novembre 2022.

## Urbanisme

### Typologie
Au 1er janvier 2024, Grainville-sur-Odon est catégorisée ceinture urbaine, selon la nouvelle grille communale de densité à 7 niveaux définie par l'Insee en 2022.
Elle appartient à l'unité urbaine de Caen, une agglomération intra-départementale dont elle est une commune de la banlieue,. Par ailleurs la commune fait partie de l'aire d'attraction de Caen, dont elle est une commune de la couronne,. Cette aire, qui regroupe 296 communes, est catégorisée dans les aires de 200 000 à moins de 700 000 habitants,.

### Occupation des sols
L'occupation des sols de la commune, telle qu'elle ressort de la base de données européenne d'occupation biophysique des sols Corine Land Cover (CLC), est marquée par l'importance des territoires agricoles (85,7 % en 2018), une proportion sensiblement équivalente à celle de 1990 (86,5 %). La répartition détaillée en 2018 est la suivante : 
terres arables (85,7 %), zones urbanisées (11,9 %), forêts (2,4 %). L'évolution de l'occupation des sols de la commune et de ses infrastructures peut être observée sur les différentes représentations cartographiques du territoire : la carte de Cassini (XVIIIe siècle), la carte d'état-major (1820-1866) et les cartes ou photos aériennes de l'IGN pour la période actuelle (1950 à aujourd'hui).

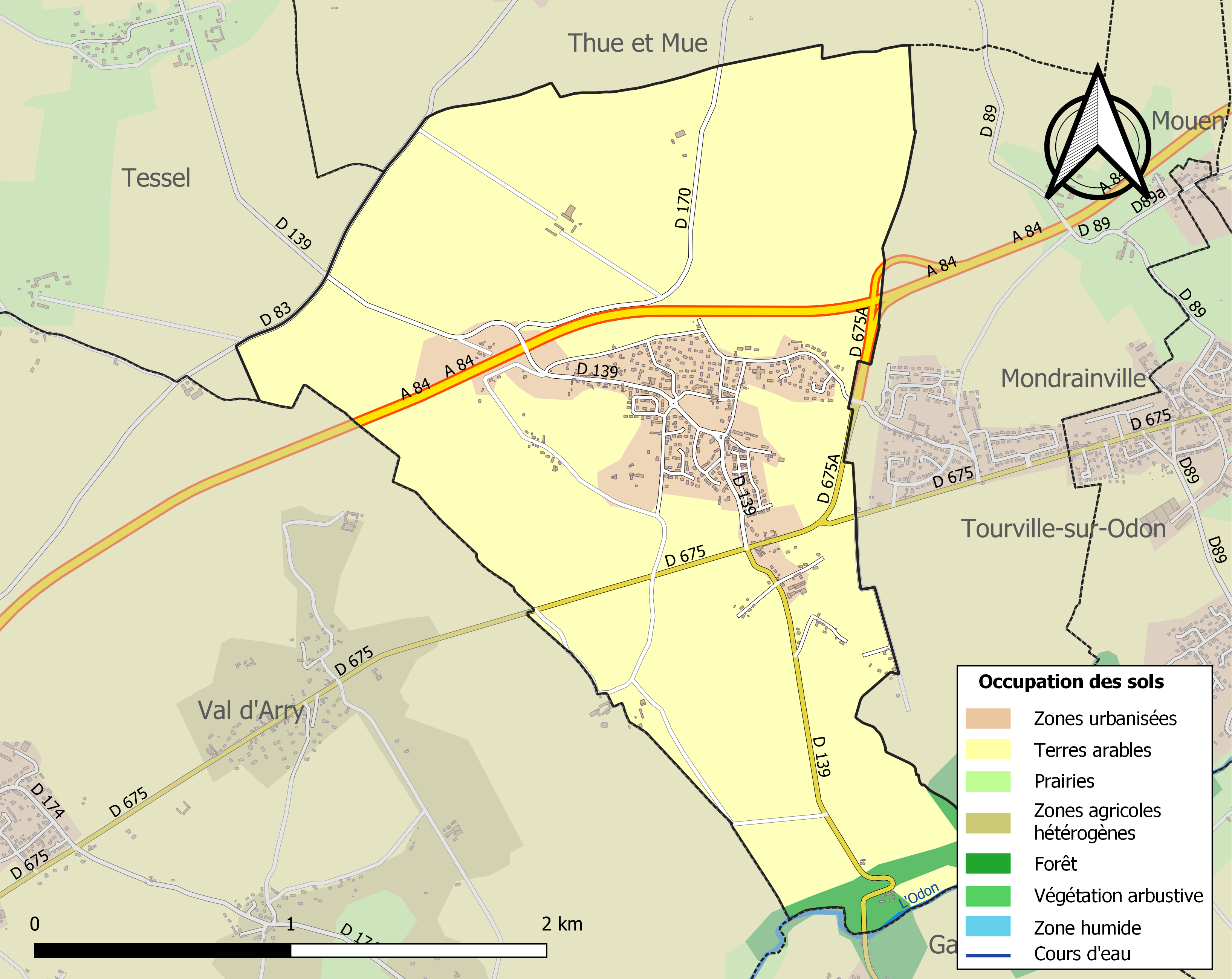
Carte des infrastructures et de l'occupation des sols de la commune en 2018 (CLC).

## Toponymie
Le nom de la localité est attesté sous les formes Grainvilla en 1077,, Grinvillum en 1082 et 1087 et Guarinvilla en 1086. Il est issu d'un anthroponyme germanique tel que Warin, Guarin ou Garinus,, ou scandinave Grimr et  de l'ancien français ville dans son sens originel de « domaine rural » issu du latin villa rustica.
L'Odon est une rivière, affluent du fleuve l'Orne.

## Politique et administration
Le conseil municipal est composé de quinze membres dont le maire et trois adjoints.

### Liste des maires
| Période                                  | Période   | Identité          | Étiquette | Qualité        |
| ---------------------------------------- | --------- | ----------------- | --------- | -------------- |
| Les données manquantes sont à compléter. |           |                   |           |                |
| 1901                                     | 1906      | Désiré Baratte    |           |                |
| 1906                                     | 1918      | Raphaël Bourdon   |           |                |
| 1918                                     | 1930      | René Baratte      |           |                |
| 1930                                     | 1937      | Louis Saint-James |           |                |
| 1937                                     | 1969      | Alphonse Duchemin |           |                |
| 1969                                     | 1971      | Camille Boulon    |           |                |
| 1971                                     | mars 2001 | Raymond Dupont    | SE        |                |
| mars 2001                                | mars 2014 | Roger Entfellner  | SE        | Cadre bancaire |
| mars 2014                                | En cours  | Emmanuel Maurice  | SE        | Enseignant     |

### Jumelages
- Unterpleichfeld (Allemagne) depuis 1993.

## Population et société

### Démographie
L'évolution du nombre d'habitants est connue à travers les recensements de la population effectués dans la commune depuis 1793. Pour les communes de moins de 10 000 habitants, une enquête de recensement portant sur toute la population est réalisée tous les cinq ans, les populations de référence des années intermédiaires étant quant à elles estimées par interpolation ou extrapolation. Pour la commune, le premier recensement exhaustif entrant dans le cadre du nouveau dispositif a été réalisé en 2008.

En 2022, la commune comptait 1 078 habitants, en évolution de +4,97 % par rapport à 2016 (Calvados : +1,58 %, France hors Mayotte : +2,11 %).
| 1793 | 1800 | 1806 | 1821 | 1831 | 1836 | 1841 | 1846 | 1851 |
| ---- | ---- | ---- | ---- | ---- | ---- | ---- | ---- | ---- |
| 397  | 400  | 458  | 428  | 454  | 455  | 406  | 396  | 414  |

| 1856 | 1861 | 1866 | 1872 | 1876 | 1881 | 1886 | 1891 | 1896 |
| ---- | ---- | ---- | ---- | ---- | ---- | ---- | ---- | ---- |
| 401  | 393  | 417  | 383  | 347  | 350  | 323  | 297  | 298  |

| 1901 | 1906 | 1911 | 1921 | 1926 | 1931 | 1936 | 1946 | 1954 |
| ---- | ---- | ---- | ---- | ---- | ---- | ---- | ---- | ---- |
| 246  | 260  | 236  | 191  | 205  | 207  | 177  | 183  | 215  |

| 1962 | 1968 | 1975 | 1982 | 1990 | 1999 | 2006 | 2008  | 2013 |
| ---- | ---- | ---- | ---- | ---- | ---- | ---- | ----- | ---- |
| 229  | 226  | 281  | 674  | 779  | 967  | 998  | 1 007 | 928  |

| 2018  | 2022  | - | - | - | - | - | - | - |
| ----- | ----- | - | - | - | - | - | - | - |
| 1 047 | 1 078 | - | - | - | - | - | - | - |

## Culture locale et patrimoine

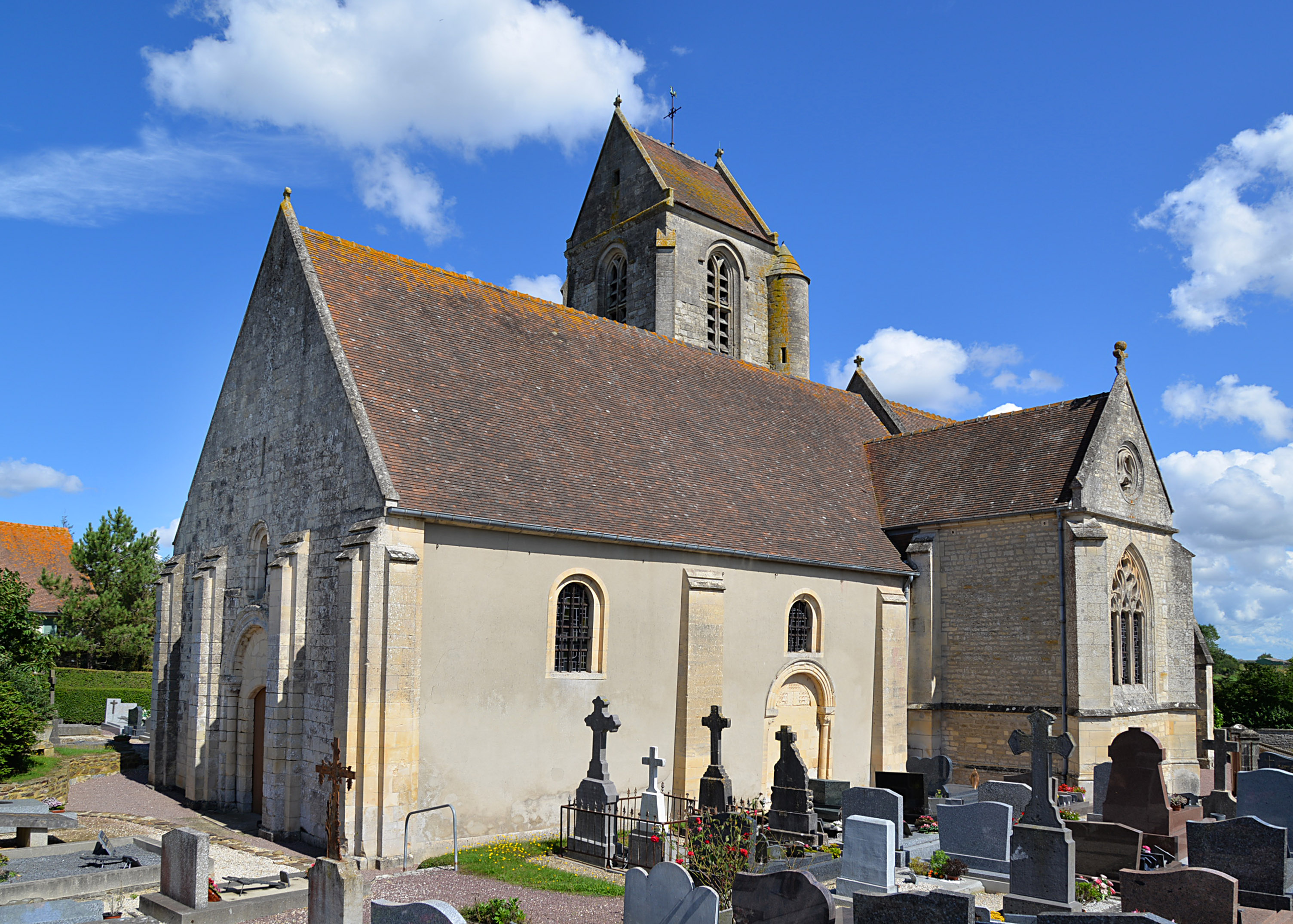
L'église Saint-Pierre.

### Lieux et monuments
- Église Saint-Pierre dont le clocher et le chœur du XIIIe et XIVe siècles sont classés au titre des Monuments historiques en 1910[28].
- Château de Belval (ou de Belleval), des XVIIe et XVIIIe siècles.

### Personnalités liées à la commune
- Jean-François Deterville (1766-1842), libraire-éditeur.
- André Dalibert (1908 - 1997 à Grainville-sur-Odon), acteur et chanteur.

### Héraldique
| Blason de Grainville-sur-Odon | Blason  | D'azur au pont droit d'une arche d'argent posé sur une rivière en bande du même mouvant de la pointe, aux berges de sinople, celle de dextre en pente, au pommier aussi d'argent feuillé aussi de sinople et fruité d'une pièce de gueules mouvant du flanc dextre et du chef et à l'église aussi d'argent mouvant du flanc senestre, tous deux posés sur le pont, à l'épi feuillé d'une pièce du même brochant à dextre sur le champ et sur le pont. |
| Blason de Grainville-sur-Odon | Détails | |